# Syracuse (Utah)
Syracuse è un comune degli Stati Uniti d'America, nella contea di Davis nello Stato dello Utah.
Sorge tra il Gran Lago Salato e l'Interstatale 15, pochi chilometri a nord da Salt Lake City. Si stima che la sua popolazione sia più che raddoppiata tra il 2000 e il 2007.